# الاراضي الخمسه لي
الاراضي الخمسه لي (بالإنجليزية: Cinqué Lee)‏ هو منتج أفلام وكاتب وكاتب سيناريو ومخرج وممثل أمريكي، ولد في 24 يونيو 1966 ببروكلين في الولايات المتحدة.

## أعمال

### أفلام
- (2003) قهوة وسجائر[4]
- (2013) الفتى العجوز[5]

## وصلات خارجية
- سينكي لي على موقع IMDb (الإنجليزية)
- سينكي لي على موقع قاعدة بيانات الأفلام العربية
- سينكي لي على موقع ألو سيني (الفرنسية)
- سينكي لي على موقع تيرنر كلاسيك موفيز (الإنجليزية)
- سينكي لي على موقع أول موفي (الإنجليزية)
- سينكي لي على موقع قاعدة بيانات الأفلام السويدية (السويدية)
- سينكي لي على موقع ديسكوغز (الإنجليزية)
- سينكي لي على موقع قاعدة بيانات الفيلم (الإنجليزية)
- سينكي لي على موقع كينوبويسك (الروسية)